# Mauricio Ochmann
Mauricio Ochmann Siordia (ur. 16 listopada 1977 w Waszyngtonie) – meksykański aktor telewizyjny, teatralny i filmowy żydowskiego i ormiańskiego pochodzenia.

## Życiorys

### Wczesne lata
Urodził się w Waszyngtonie. Nigdy nie znał swoich biologicznych rodziców i w ciągu pierwszych lat życia dorastał ze swoją przybraną matką, malarką Maríą i jej pierwszym mężem, Guillermo, który w końcu się rozwiódł. Jako dziecko brał udział w występach w lokalnych teatrach.
Po separacji jego przybranych rodziców, 16-letni Mauricio i jego matka przeprowadzili się do Meksyku, gdzie matka aktora związała się z niemieckim biznesmenem Thomasem Ochmannem i mieszkał z przybranymi braćmi – Thomasem, Christianem i Paulo. Mając dziewiętnaście lat przeniósł się do Los Angeles. W 1996 studiował aktorstwo w Joane Baron-Brown Studio w Santa Monica w stanie Kalifornia i pracował jako kelner.

### Kariera
W 1992 otrzymał angaż do telewizyjnego programu rozrywkowego Héctora Suáreza La Otra Cosa, gdzie występował przez dwa lata. Debiutował niewielką rolą w melodramacie List w butelce (Message in a Bottle, 1999) u boku Kevina Costnera, Robin Wright Penn i Paula Newmana oraz pojawił się w serialu Latino Green.
W 2000 wystąpił nago przed publicznością w kontrowersyjnej sztuce Petera Shaffera Jeździec (Equus) jako 17-letni stajenny, który czuje pociąg fizyczny do koni, a za rolę został uhonorowany przez Meksykańskie Stowarzyszenie Krytyków Teatralnych nagrodą dla Najlepszego Teatralnego. Można go było zobaczyć także w spektaklach: Sueños de Juventud, Profanación, Medicos a Palos, La Dama del Alba, El juicio oraz El Graduado (2004).
Po powrocie do Meksyku wystąpił w kilku telenowelach, m.in.: Po prostu miłość (Amarte Así, 2005) i Marina (2006).
W sierpniu 2017 trafił na okładkę meksykańskiej edycji Men’s Health.
W latach 2002–2008 był żonaty z meksykańską architektką Marię Jose del Valle Preto. Mają córkę Lorenzę (ur. 2004). W 2006 ze względu na uzależnienie od kokainy opuścił plan telenoweli Marina i poddał się leczeniu odwykowemu. 17 czerwca 2014 związał się z meksykańską modelką i aktorką Aislinn Derbez, z którą ma córkę Kailani (ur. 2018). 28 maja 2016, wzięli ślub. Obecnie są w trakcie rozwodu.
Jego ulubionymi reżyserami są Elia Kazan, Pedro Almodóvar i Alfonso Cuaron.

## Wybrana filmografia

### Filmy fabularne
- 1999: List w butelce (Message in a Bottle) jako Chico, chłopiec wysyłający pocztę
- 2003: Ladies Night jako Deflorator
- 2004: 7 kobiet, jeden homoseksualista i Carlos (7 mujeres, un homosexual y Carlos) jako Carlos
- 2005: Trzy (Tres) jako Carlos
- 2005: Patrz, słuchaj i cisza (Ver, oir y callar) jako Alberto Bravo
- 2007: Zwiędłe serca (Corazón marchito) jako El

### Telenowele/Filmy
- 1992: Inna sprawa (La otra cosa)
- 1997: La Cosa jako syn matki
- 1998: Azul tequila jako Santiago Berriozábal
- 1999: Háblame de amor jako Maximilliano
- 2000-2002: Żarty na bok (That’s Life) jako Samuel
- 2001-2002: Tak jak w kinie (Como en el cine) jako Javier Borja/Joaquín Borja
- 2003-2004: Mirada de mujer: El regreso jako José Chacón
- 2005: Po prostu miłość (Amarte Así) jako Ignacio Reyes
- 2006: Loteria (Lotería)
- 2006: Marina jako Ricardo Alarcón #1
- 2007: Decisiones jako Federico
- 2007: Victoria jako Jerónimo Acosta
- 2007: Miłość jak czekolada (Dame chocolate) jako Fabián Duque
- 2009: Los Victorinos jako Victorino Mora
- 2010: Pustynna miłość (El clon) jako Lucas/Diego/Daniel
- 2011: El sexo débil jako Julián Camacho
- 2012: Rosa Diamante jako José Ignacio Altamirano
- 2012: Kapadocja jako Iker
- 2013-2015: El Señor de los Cielos jako José María „El Chema” Venegas Mendivil
- 2015 A la mala jako Santiago
- 2016-2017 El Chema jako José María „El Chema” Venegas Mendivil
- 2016 Easy jako Martin
- 2017 Hazlo Como Hombre jako Raul
- 2018 Ya Veremos jako Rodrigo
- 2018 Te juro que yo no fui jako Ludwig
- 2020 R jako Francisco „Franco” Barrón